# Gianni Bonina
Gianni Bonina, all'anagrafe Giovanni (Adrano, 19 giugno 1953), è un giornalista e scrittore italiano.

## Biografia

### Attività giornalistica
Ha iniziato come giornalista  negli anni '70 con l'avvento delle Tv locali dirigendo un settimanale dedicato alle radio e alle televisioni siciliane, “Antenna Sud”, che è stato tra i primissimi magazine italiani di settore. Come redattore ha lavorato negli anni '80 in quattro emittenti televisive catanesi: Sirio 55, Telesud, Teletna e Telecolor. È stato anche direttore dei servizi giornalistici di quattro emittenti televisive siciliane: Rtp di Messina, Antenna 10 di Ragusa, Video Mediterraneo di Modica e Video Uno di Modica.
Dal 1990 al 1996 è stato a capo della redazione di Ragusa de “La Sicilia” e per lo stesso quotidiano, dal 1996 al 2001, di quella di Siracusa. Nel 2009, lasciato il giornale catanese, ha diretto la rivista di cultura letteraria Stilos, per la quale ha avuto assegnati il Premio Vittorini, il Premio Città di Monreale, il Premio Paladino, il Premio Capodieci e il Premio Di Giovanni. Stilos nasce come inserto settimanale de “La Sicilia”, per diventare poi supplemento e quindi testata autonoma quindicinale. Nel 2009 la proprietà passa ad una società di capitali che ne fa un mensile a diffusione nazionale.
Due sue inchieste pubblicate su La Sicilia nel '94 e nel '95, sulla sanità a Ragusa e sulla legge speciale per Ibla, gli sono valsi riconoscimenti speciali nell'ambito del Premio cronista dell'anno. Gli sono stati altresì conferiti per la sua attività giornalistica il Premio Cyane, il Premio Laocoonte e il Premio Ibla. Ha anche diretto il periodico diffuso nel Ragusano “La Verità”, il settimanale catanese “I Vespri” e il mensile ibleo-aretuseo “Eccellente”.
Ha scritto di cultura su La Stampa Tuttolibri, Il Domenicale del Sole 24 Ore L'Indice dei libri, Il Riformista, L'Unità e Repubblica-Palermo. Collabora al quotidiano Libero e tiene un blog su Reset online. Scrive sui portali Letteratitudine e Doppiozero. Cura un blog di note personali all'indirizzo giannibonina.blogspot.it

### Attività letteraria
- Come autore esordisce nel 1992 con il libro-inchiesta sui delitti Tumino e Spampinato, avvenuti a Ragusa, Il triangolo della morte (Meridie), nel 2009 riveduto, aggiornato e ampliato per le Edizioni Hacca con il titolo Il fiele e le furie[2].
- Nel 1997 esce il romanzo Busillis di natura eversiva[3] (Lombardi), ripubblicato senza variazioni di rilievo nel 2008 da Barbera. Il romanzo riprende il caso realmente accaduto di un terrorista assegnato al soggiorno obbligato in un paesino siciliano dove si trova ad avere a che fare con la mafia, opponendo un nuovo mito a un altro ben consolidato.
- Nel 2000 scopre, cura e pubblica il romanzo inedito di Serafino Amabile Guastella Due mesi in Polisella[4] (Lombardi), il libro cercato anche da Italo Calvino e Leonardo Sciascia, che ritenevano lo studioso di Chiaramonte Gulfi innanzitutto un narratore ed erano certi che nascondesse un romanzo inedito.
- Nel 2000 ottiene il premio Pirandello per l'atto unico Ragione sociale. Intanto scrive una seconda opera teatrale intitolata I buoni siciliani.
- Del 2001 è la raccolta di racconti L'occhio sociale del basilisco (Lombardi).
- Nel 2006 esce L'isola che trema[5] (Avagliano), che vince il Premio Alvaro 2007. Il libro raccoglie i reportage pubblicati nel 2003 su La Sicilia in un viaggio di suggestioni e curiosità attraverso numerose località dell'isola, da Alicudi a Corleone a Gibellina.
- Nel 2007 escono tre libri di saggistica e di critica letteraria: da Sellerio I cancelli di avorio e di corno[6], dedicato ai rapporti e ai rimandi tra realtà sociale, vita quotidiana e letteratura, alla ricerca di un'idea di letteratura vista come modello condiviso di riferimento; da Aragno Maschere siciliane[7], una vasta raccolta di testi critici (che vince il Premio Adelfia) su tutti gli autori siciliani di ieri e di oggi, con spunti molte volte inediti circa la loro vita e la loro produzione; da Barbera Il carico da undici[8] sulla intera produzione di Andrea Camilleri, con recensioni, trame e interviste all'autore su tutti i suoi libri.
- Nel 2008 Il carico da undici esce, ancora da Barbera, con il titolo Tutto Camilleri[9] e comprende i titoli dello scrittore agrigentino pubblicati fino al 2007. Una terza edizione, aggiornata fino al 2011, è pubblicata nel 2012 da Sellerio e ha lo stesso titolo.
- Nel 2012 da Sellerio il romanzo I sette giorni di Allah[10], un thriller sapienziale ed enigmatico su un progetto di riconquista della Sicilia da parte dell'Islam.
- Nel luglio del 2013 Mursia pubblica il romanzo Cronaca di Catania, protagonista un giornalista, Natale Banco, che si oppone a un piano di speculazione edilizia sostenuto dal suo giornale.
- A ottobre 2014 esce da Barbera il romanzo La scoperta della mafia, viaggio in Sicilia di un milanese reclutato a sua insaputa da Cosa nostra.
- Nel maggio 2016 da Mesogea esce il secondo episodio della serie di Natale Banco, Morte a debito, incentrato su un affare nel campo dell’industria lattiero-casearia.
- Da maggio 2018 sul portale Letteratitudine esce un corso di lettura e scrittura in venti puntate settimanali intitolato "Rubempré".
- .A luglio 2018 escono in self publishing su Amazon, in formato kindle e cartaceo, le antologie di articoli usciti in occasioni e sedi diverse La Sicilia dei rebus e La mano parlante. La prima è dedicata a temi siciliani, la seconda ad argomenti di cultura generale.
- Ancora a luglio 2018 esce su Amazon in self publishing la raccolta di racconti Per il cielo in cenere i corvi.
- A novembre 2018 escono, raccolte in Anno di disgrazia 1993 (Lombardi), due rappresentazioni teatrali: "Ragione sociale" e "I buoni siciliani".
- Da marzo 2019 su Letteratitudine parte una nuova rubrica, "Leggerenza", dedicata ai classici della letteratura da rileggere.
- A maggio 2019 Theoria pubblica la raccolta di racconti Fatti di mafia[11], concepiti con personaggi fissi che si rendono protagonisti di episodi diversi nello stesso immaginario paese di Addaro.
- A settembre 2019 Castelvecchi manda in libreria il romanzo Ammatula[12], saga familiare e storia di mafia, di amore e di odio nella Sicilia degli ultimi cinquant'anni.
- A maggio 2020 da Marlin Editore esce il terzo episodio della serie "Le inchieste di Natale Banco", intitolato Un cuore per la signora Chimento, tema centrale la malasanità e il traffico clandestino di organi umani.
- A maggio 2021 esce da Bertoni Il tempio dell'attesa, secondo volume, dopo I sette giorni di Allah, di una "trilogia della fede" che comprende Gli altari di Ibla, ancora inedito e dedicato al paganesimo. Il tempio dell'attesa immagina la ricerca di un grande segreto che la Chiesa cattolica nasconde a Siracusa.
- A gennaio 2024 pubblica in selfpublishing il libro autobiografico Un pezzo di provincia.

1. ↑   "Stilos", su stilos.it. URL consultato il 6 settembre 2018 (archiviato dall'url originale il 12 settembre 2017).
2. ↑   "Il fiele e le furie", su hacca.it. URL consultato il 18 aprile 2012 (archiviato dall'url originale il 10 febbraio 2009).
3. ↑   "Busillis di natura eversiva", su mangialibri.com.
4. ↑   "Due mesi in Polisella", su libroco.it.
5. ↑   "L'isola che trema" [collegamento interrotto], su culturemetropolitane.ilcannocchiale.it.
6. ↑   "I cancelli di avorio e di corno", su sellerio.it.
7. ↑   "Maschere siciliane", su cacopardo.it. URL consultato il 18 aprile 2012 (archiviato dall'url originale il 4 marzo 2016).
8. ↑   "Il carico da undici" [collegamento interrotto], su liberolibro.it.
9. ↑   "Tutto Camilleri", su ricerca.repubblica.it.
10. ↑   "I sette giorni di Allah", su dropbox.com.
11. ↑   "Fatti di Mafia", su dropbox.com.
12. ↑   "Ammatula", su dropbox.com.